# Activisme

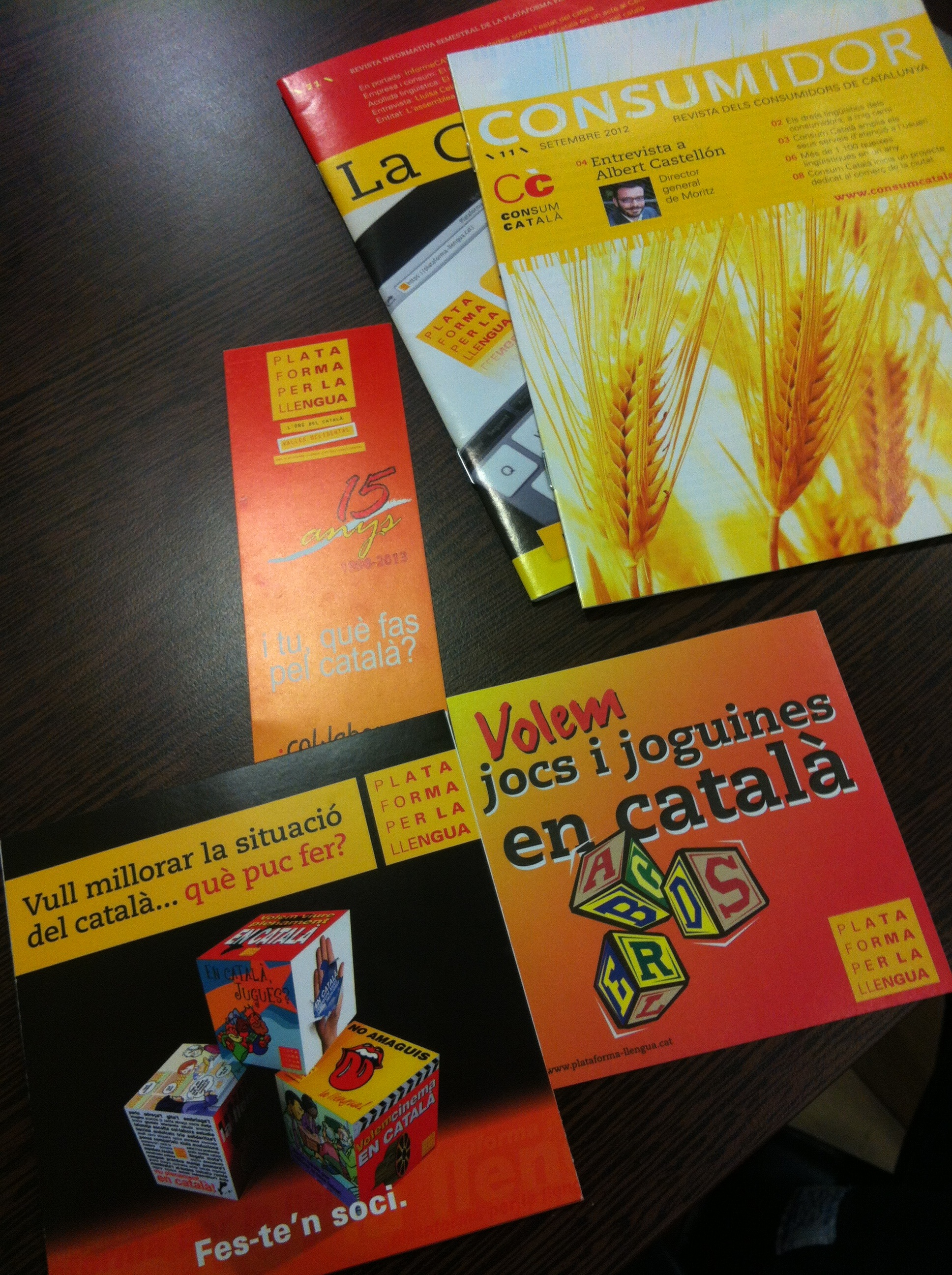
Revistes i materials de difusió de la Plataforma per la Llengua

L'activisme és l'activitat protagonitzada, generalment, per una minoria social conscient que té la voluntat de promoure, impedir o dirigir el canvi social, polític, econòmic o ambiental.
Si l'acció col·lectiva és intencionada, organitzada i sostinguda durant un període es coneix com un moviment social.
La paraula "activisme" es dona en qualsevol orientació política i pot expressar-se de maneres ben diverses: editant o col·laborant als mitjans de comunicació, fent formació formal o informal, fent campanyes i promocionant boicots que pretenen incidir a nivell econòmic, organitzant manifestacions de carrer, vagues, casserolades, instal·lacions o accions artístiques, hacktivisme, ciberactivisme, etc. sota una tàctica no-violenta o de qualsevol altre tipus. També inclou l'"activitat social" que es fa a nivell de barris, per exemple, o a petita escala i molt concreta.
Alguns activismes, com els de caràcter religiós, feminista o vegetarià, pretenen persuadir canvis en la conducta, mentre altres cerquen pressionar als governs per canviar les lleis.

## La protesta social, un model diferent a Europa i a Amèrica

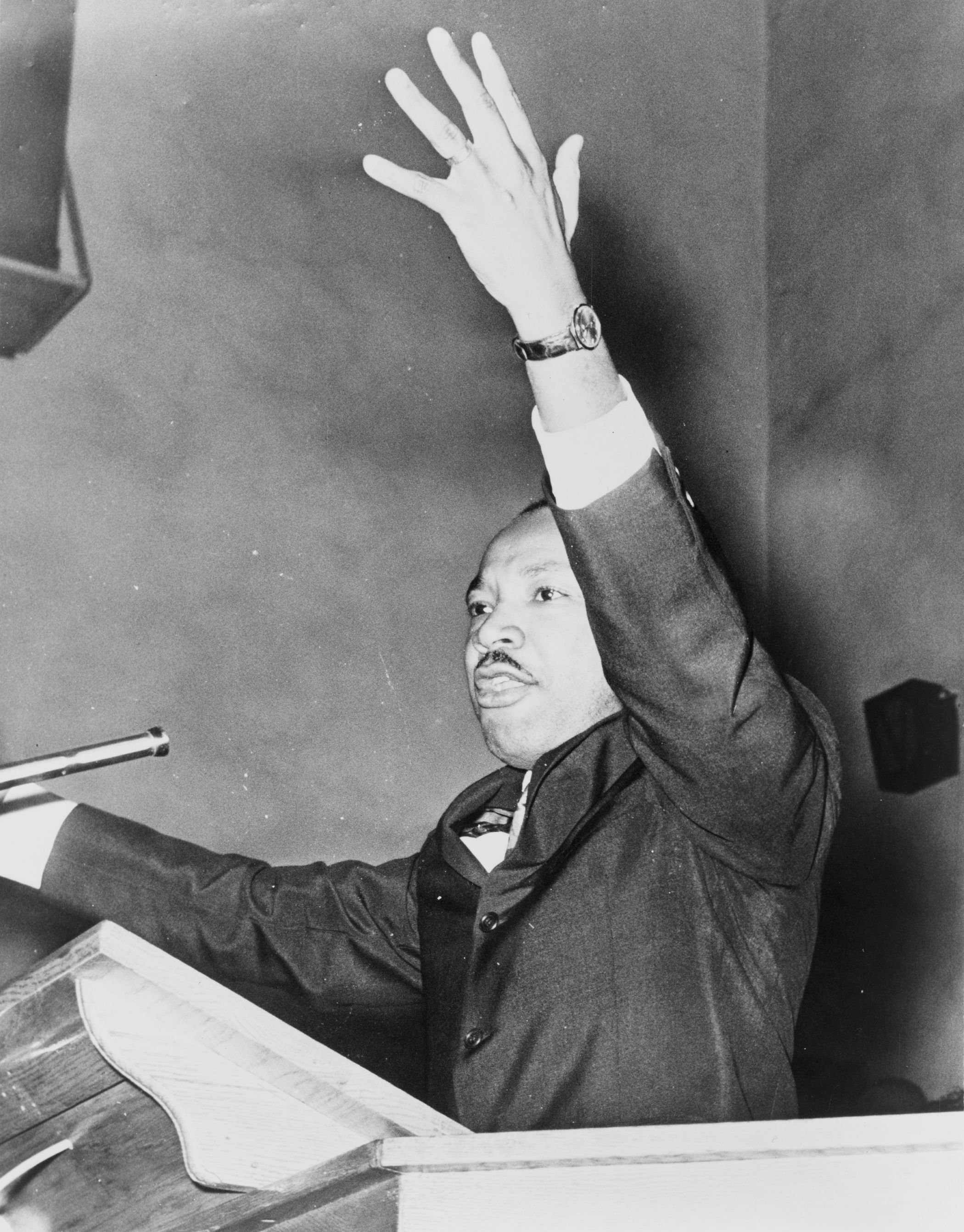
Martin Luther King l'any 1962 en una església de Washington

Segons Sébastien Bauer, històricament, el model europeu de lluita col·lectiva han estat els moviments socials, però, poc a poc, s'ha introduït el model americà que afavoreix l’acció directa no violenta i té com a objectiu transformar les consciències. Primer, durant les dècades dels 60 i 70, Europa descobreix les protestes de Martin Luther King i Malcom X, i els moviments hippies de Califòrnia i Nova York. A partir dels anys 80, una nova força política, l’ecologisme, fa evolucionar l’activisme i li dona un nou instrument: les ONG. Greenpeace i WWF utilitzen el ventall clàssic: boicots, acció directa, desobediència civil…. Finalment, el 1991 es publica, sota el pseudònim de Hakim Bey, T.A.Z., the Temporary Autonomous Zone. T.A.Z. A la seva estela, apareixen nous activismes a Europa com ara els moviments homosexuals, els ciberactivistes o les Zones A Defensar (ZAD), pedres angulars de les resistències als macroprojectes infraestructurals (línies d’alta tensió o d’alta velocitat, preses, aeroports…). En Sébastien Bauer n’explica els motius:
“La diferència entre Europa i els Estats Units s'explica per dos factors històrics: en primer lloc, el socialisme revolucionari mai no ha aconseguit arribar a una massa crítica als Estats Units, a causa de l’atracció de la frontier. Quan la revolució industrial va abocar el proletariat europeu a la revolta, el proletariat americà en canvi, quan no podia més, abandonava la fàbrica i es convertia en pioner, i a la fàbrica el substituïa algun nouvingut d’Irlanda o Itàlia. Aquest turnover n’és una primera explicació. En segon lloc, i més important: a Amèrica, la major part de la protesta social, de les lluites per la igualtat i la justícia, no van arribar de la mà dels proletaris blancs, sinó dels descendents d’esclaus negres. Les seves lluites no van prendre la forma de la «revolta», sinó la de la «militància», en el sentit cristià de la paraula, és a dir, de la transformació del món mitjançant l’ètica, l’exemple i l’amonestació (hi ha una «església triomfant» al cel, i una «església militant» a la terra, que pateix les injustícies del pecat i lluita per la salvació de tots). Així, van ser els principis evangèlics de les esglésies negres, principalment metodistes, els que van donar a la protesta política i social americana un caràcter més activista que no pas revolucionari.”

## Mètodes de l'activisme

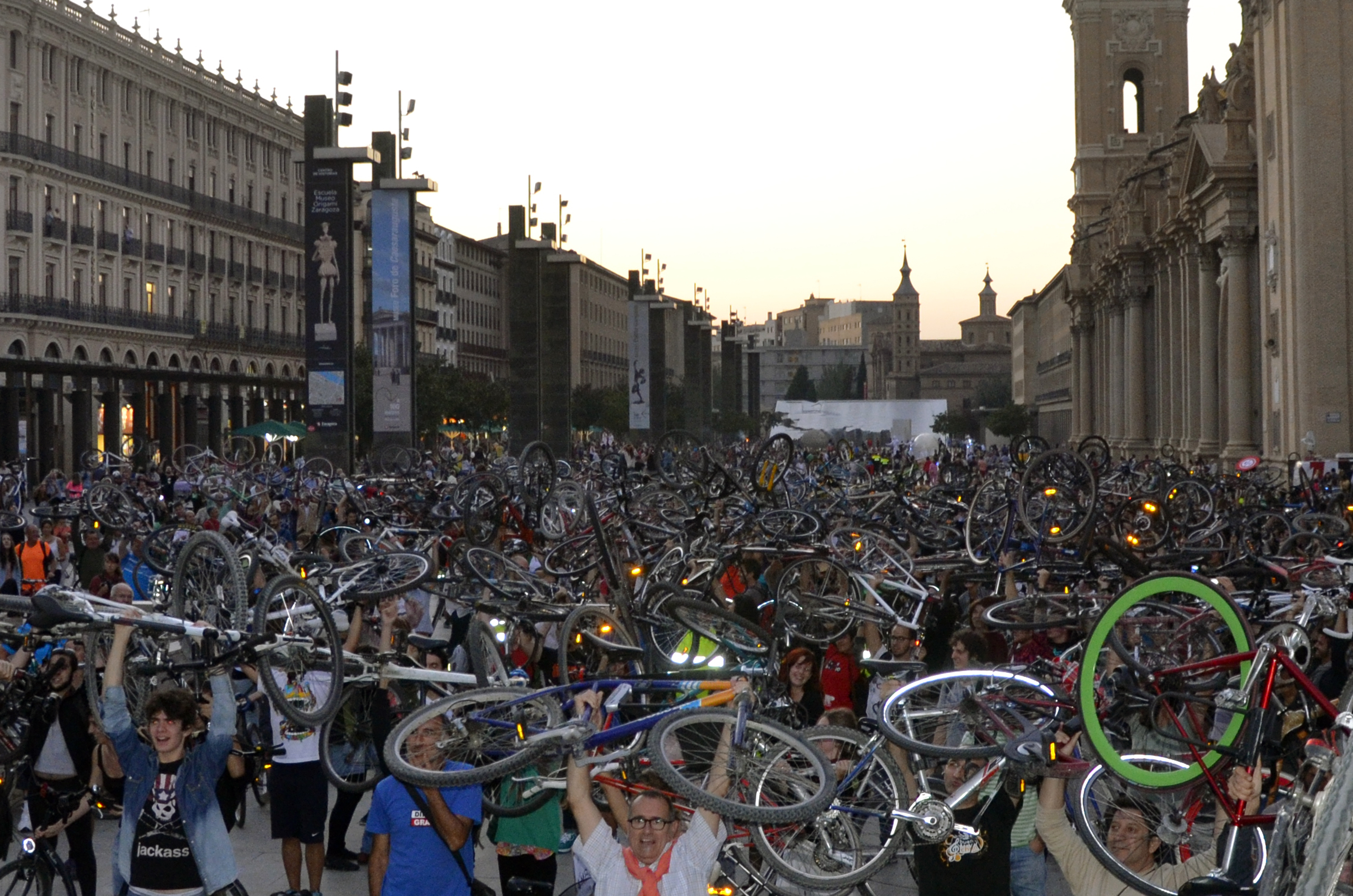
Saragossa, 26 de setembre de 2014, ciclistes en una acció puntual massiva pels seus drets

L'activisme es pot realitzar en el dia a dia de moltes maneres, fins i tot a través de l'art (artivisme), el hacktivisme informàtic (hacktivisme), o simplement en la forma en què cadascú tria comprar (activisme econòmic). Per exemple, la negativa a comprar menjar o altres mercaderies d'una empresa com a protesta contra l'explotació dels treballadors o la seva política lingüística és una expressió d'activisme. No obstant això, l'activisme més visible i impactant sovint ve en forma d'acció col·lectiva, en la qual nombrosos individus coordinen un acte de protesta junts per tal de tenir un impacte més gran.
Els activistes empren mètodes o tàctiques diferents per assolir els seus objectius Les tàctiques escollides són significatives perquè poden determinar com es perceben els activistes i què són capaços d'aconseguir. Per exemple, les tàctiques no violentes generalment tendeixen a obtenir més simpatia pública que no pas les violentes. i són més del doble d'efectives en l'assoliment d'objectius declarats.
Històricament, l'activisme s'ha centrat en aconseguir canvis polítics substancials en la política o en les pràctiques d'un govern o una indústria. Alguns activistes intenten persuadir la gent perquè canviï el seu comportament amb l'acció directa, en comptes de persuadir els governs perquè canviïn les lleis. Altres activistes intenten persuadir el ciutadans o la política del govern perquè no canviï.
Charles Tilly va desenvolupar el concepte d'un "repertori de contenció", que descriu totes les possibilitats de tàctiques disponibles per als activistes en un moment i lloc donats. Aquest ventall d'opcions són totes les tàctiques que han demostrat tenir èxit per part d'activistes en el passat, com boicots, peticions, marxes, teatre de carrer, propaganda, escarnis i assentades. Els activistes també poden innovar noves tàctiques de protesta. Per exemple, el 2024, sorgeix la iniciativa Mallorca Platja Tour amb la voluntat de recuperar tots aquests espais i ocupar les platges que molts anys enrere eren transitables, però que d’ençà que el poder del turisme a les Illes va donar nom al fenomen de la balearització, com més va és més difícil de trobar un racó on estendre la tovallola. Els veïns recuperen espais que el turisme ha devorat.

## L'activisme als Països Catalans

La icona més popular als Països Catalans de la protesta antinuclear a partir de finals de la dècada de 1970

L'activisme als Països Catalans actua en múltiples camps.

### Activisme de base no-violent
L’activisme de base no-violent comença a prendre forma a les dècades dels cinquanta, seixanta i setanta, principalment en espais vinculats al cristianisme de base. A més, autors com Vicenç Fisas i Armengol, Pepe Beunza, Manuel Sacristán, Francisco Fernández Buey amb les seves reflexions i activisme contribueixen al canvi de mentalitat. La dècada dels anys vuitanta és clau per assenyalar un canvi de grans dimensions: Gandhi comença a ser conegut, el moviment pels drets civils i Martin Luther King mostren un camí profitós, el moviment antinuclear, les idees d’Einstein i, especialment, E.P. Thompson seran molt presents. Més endavant, la mobilització dels objectors contribueix a la unió en l'antimilitarisme i la no-violència, les mobilitzacions contra l’OTAN, contra l’armament nuclear, el feminisme… Ja en el segle XXI, emergeix el moviment antiglobalització i es donen les grans mobilitzacions contra la guerra a l’Iraq el 2003 en diferents llocs del món, amb Barcelona, València o Alacant com ciutats destacades.

### Activisme ecologista
Als Països Catalans, les accions ecologistes aparegueren per primer cop entorn del decenni dels setanta del segle passat a la Catalunya del Nord amb les campanyes de protesta dels anys 1969-72 contra urbanitzacions a la Serra de l'Albera i al litoral, polígons de tir de l’exèrcit al Capcir, etc. A l’Estat espanyol les primeres manifestacions ecologistes s'iniciaren el 1972 amb l’oposició a un gran abocador del Garraf (actualment clausurat). Mort el dictador Franco, el 1976, hi ha la publicació del Llibre blanc de la gestió de la natura als Països Catalans per la Institució Catalana d’Història Natural i aparegueren grups ecologistes preocupats per l’energia nuclear, la contaminació de rius i costes, la contaminació de l’aire de les zones industrials, la proliferació d'urbanitzacions, etc., però el moviment ecologista s'ha circumscrit força a l’àmbit local. Amb tot, cal destacar Acció Ecologista - Agró al País Valencià, DEPANA a Catalunya i el GOB (Grup Balear d'Ornitologia i Defensa de la Naturalesa) a les Illes. També hi ha hagut intents de coordinar els diversos grups ecologistes, com ara Ecologistes de Catalunya o Ecologistes en Acció.

### Activisme a la xarxa
L’any 1998 la navegació a la xarxa silenciava la llengua catalana. Un grup de persones preocupades per la llengua per trencar aquesta anomalia lingüística tradueixen el navegador Netscape (ara en desús). És una de les primeres espurnes digitals en català a internet. Aquesta acció serà l’inici de Softcatalà, l’associació altruista en favor del català a la xarxa. Softcatalà actualment s'ha convertit en un col·lectiu que efectua una feina desinteressada i voluntària a la comunitat catalanoparlant amb eines lingüístiques de referència a la xarxa com el seu corrector i traductor.

### Activisme per la llengua
La Plataforma per la Llengua és una organització no governamental, nascuda l'any 1993, que defensa la presència de ple dret de la llengua catalana arreu del domini lingüístic i promou la llengua catalana com a eina de cohesió social. Les accions de la Plataforma són variades: arrelament i cohesió social, drets lingüístics, toponímia, cultura..., fins a accions directes com l'ocupació no-violenta d'establiments de restauració per denunciar la vulneració de drets lingüístics.
Òmnium Cultural és una entitat sense ànim de lucre fundada el 1961 que treballa per la promoció de la llengua i la cultura catalanes, l'educació, la cohesió social i la
identitat dels Països Catalans.

### Activisme feminista

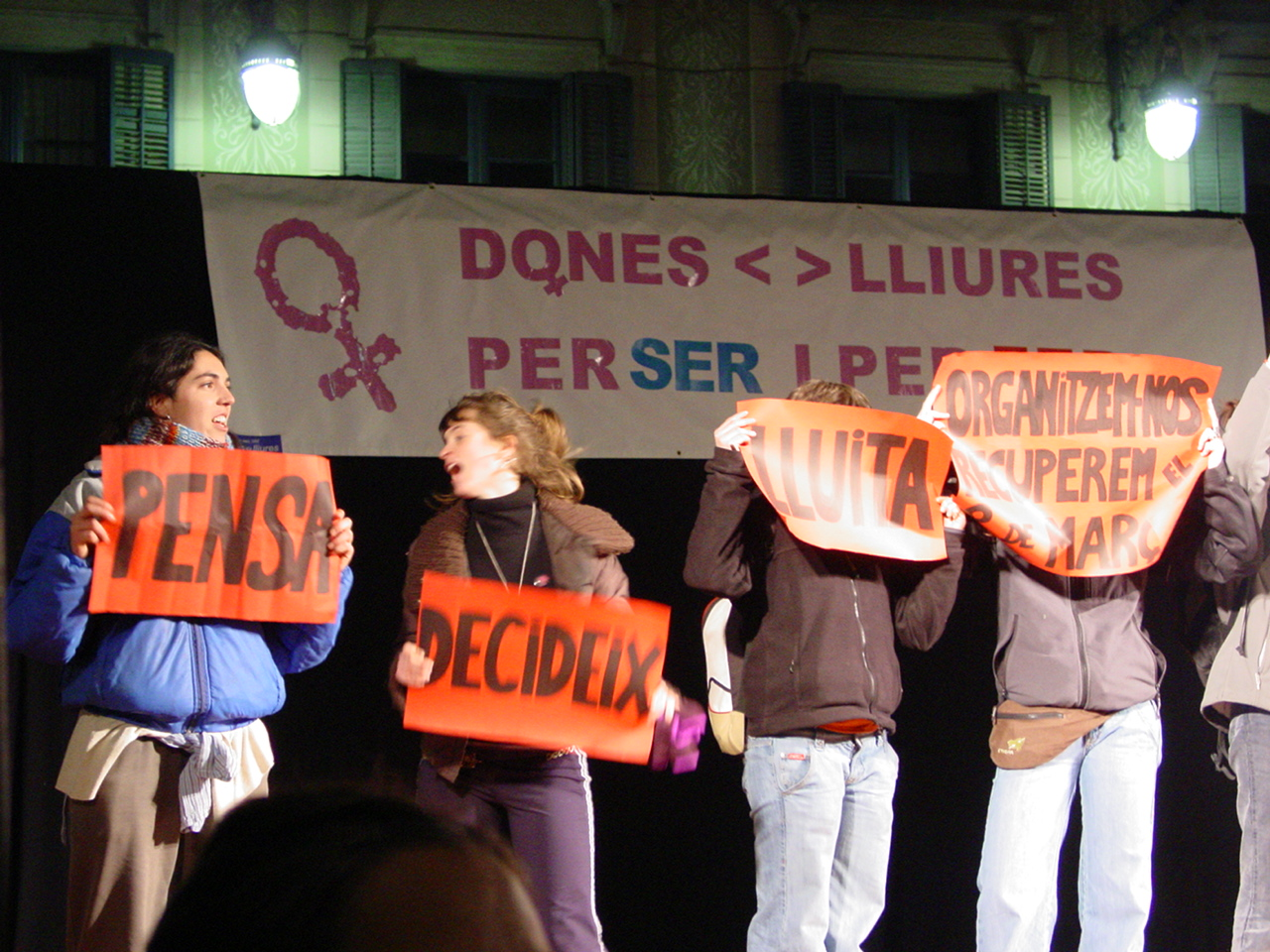
Manifestació del 8 de març a Barcelona el 2005.

El feminisme als Països Catalans s'inicià amb la burgesia a Barcelona durant la Restauració borbònica per millorar de la condició de les dones treballadores mitjançant una protecció de caràcter filantròpic (escoles per a obreres, hospicis, etc.). En els inicis del segle xx, neixen associacions com la Federació Sindical d’Obreres (1912), el Cercle de la Dona de l’Avenir (1919), l’Institut de la Dona que Treballa (1920), Acció Femenina (1921), totes a Barcelona, l’Agrupació Concepció Arenal (1920), a València, etc. En temps de la segona República, hom aconseguí finalment el vot de les dones. La Guerra Civil espanyola i la dictadura estroncaren el moviment. El ressorgiment del moviment feminista té el punt de partida en la celebració de les Primeres Jornades Catalanes de la Dona (maig del 1976) a Barcelona i ha mantingut una gran vitalitat. En aquella dècada, les reivindicacions se centraven en l’educació i el sexisme, l’abolició de les lleis discriminatòries, la legalització dels anticonceptius, el dret al propi cos, l'erradicació de la prostitució, la defensa dels drets de les prostitutes i l’amnistia per a les dones empresonades per delictes específics. Els anys vuitanta del segle passat, hi ha grans avenços legislatius i la creació d’un feminisme més institucional. Als inicis dels noranta, emergeix el debat sobre formes organitzatives per avançar en l’articulació del moviment i formes de lluites i espais. En l’era de la globalització, les lluites passen a tenir una dimensió transnacional i locals.

### Activisme per l'habitatge
La Plataforma d’Afectats per la Hipoteca utilitza un ampli repertori des de la negociació amb l’entitat bancària, a la seva ocupació, fins als escarnis o l’aturada dels desnonaments.

### Activisme polític
Al segon decenni del segle XXI destaquen les mobilitzacions del 15M i a Catalunya les mobilitzacions associades a l’independentisme amb la defensa dels centres de votació l'1 d’octubre de 2017.